# Cái cao cả
Cái cao cả (tiếng Pháp: sublime) là phạm trù mĩ học phản ánh một thuộc tính thẩm mĩ khách quan vốn có của những hiện tượng và khách thể có ý nghĩa xã hội tích cực, có ảnh hưởng đến đời sống tinh thần của các dân tộc hoặc toàn nhân loại. Thuộc tính ấy là tính vĩ đại, tính ưu việt như một sức mạnh tiềm tàng lớn.
Séc-nư-sép-xki định nghĩa: "Cái cao cả là cái lớn hơn, mạnh hơn rất nhiều những hiện tượng mà chúng ta so sánh".
Về nhận thức lí thuyết, thời cổ Hi Lạp, khái niệm cái cao cả chưa được coi là một phạm trù mĩ học, mà chỉ là một hình thức biểu hiện của phong cách thuộc tu từ học.
Về sau, khi người ta phát hiện ra nguồn gốc tinh thần quan trọng nhất của cái cao cả là những tư tưởng và khát vọng khác thường và khi vẻ đẹp của lời nói hòa hợp với những tư tưởng vĩ dại, thì nội dung của khái niệm này mới được mở rộng sang phạm trù mĩ học.
Thời Trung cổ, các nhà thờ kiểu gô-tích là biểu trưng của cái cao cả như một phạm trù mĩ học. Bằng những đường nét kiến trúc vươn thẳng lên, các nhà thờ ấy đã thể hiện vẻ đẹp của sức mạnh và khát vọng lớn lao của con người, nhưng đồng thời cũng thể hiện quan niệm tôn giáo cho rằng mọi ước vọng của con người gắn liền với bầu trời và thượng giới.
Thời Phục hưng, cái cao cả được Mi-ken-lăng thể hiện một cách hoàn hảo qua bức tượng Đa-vít nổi tiếng của ông. Ở đây, bằng ngôn ngữ điêu khắc, tác giả muốn nói rằng con người là hùng mạnh, là vạn năng, và những khả năng tiềm ẩn trong nó sẽ trỗi dậy và tuôn trào vào hành động sáng tạo thế giới theo quy luật của con người.
Trong văn học – nghệ thuật chủ nghĩa cổ điển, cái cao cả được đặc biệt coi trọng và thể hiện tập trung nhất ở các thể loại bi kịch và tụng ca. Hê-ghen coi cái cao cả là một giai đoạn vận động của ý niệm tuyệt đối trong nghệ thuật, đó là giai đoạn lãng mạn khi mà tinh thần và nội dung trội hơn vật chất và hình thức.
Mĩ học phương Tây hiện đại cho rằng cái cao cả và cái đẹp là một. Cái cao cả theo họ, chính là cái đẹp đang đi tìm gặp những nhu cầu của con người trong cái vĩ đại, cái ưu việt nào đó.
Các nhà mĩ học Mác-xít xem cái cao cả như là một phạm trù bên cạnh cái đẹp.
Khác với cái đẹp, cái cao cả phản ánh đặc tính của những đối tượng, hiện tượng có ý nghĩa đặc biệt tích cực đối với đời sống xã hội và hàm chứa trong bản thân những sức mạnh tiềm tàng to lớn.
Có hai kiểu cao cả. Có cái cao cả làm vẻ vang sức mạnh, lực lượng của con người và có cái cao cả áp chế nó. Sự nhận thức – cảm thụ cái cao cả thường diễn ra trong quá trình. Do tầm vóc to lớn và sức mạnh tiềm ẩn vĩ đại của chúng, những hiện tượng cao cả thường không dễ nắm bắt hoàn toàn ngay một lúc được.